# Бревіг-Мішн
Бревіг-Мішн (англ. Brevig Mission, інупіак:SitaisaqабоSinauraq) — місто (англ. city) в США, у зоні перепису населення Ноум штату Аляска. Населення — 428 осіб (2020).

## історія

### Іспанський грип
Наприкінці 1990-х років група науковців під чолі з Джоханом Халтіном ексгумувала тіло інуїтської жінки, яка була похована в мерзлому ґрунті поблизу Бревіг-Мішн, у спробах відновити РНК вірусу грипу 1918 року (Іспанський грип). Під час епідемії 1918 року в Брейвіг-Мішн лише за 5 днів померли 72 з 80 осіб, що проживали на той момент в населеному пункті.

## Географія
Розташоване на півострові Сьюард, за 8 км від міста Теллер та приблизно за 105 км на північний захід від Нома.
Бревіг-Мішн розташований за координатами 65°20′38″ пн. ш. 166°30′31″ зх. д. / 65.34389° пн. ш. 166.50861° зх. д. (65.343920, -166.508493). За даними Бюро перепису населення США в 2010 році місто мало площу 6,81 км², з яких 6,63 км² — суходіл та 0,18 км² — водойми.

## Демографія

### Перепис 2010
Згідно з переписом 2010 року, у місті мешкало 388 осіб у 93 домогосподарствах у складі 76 родин. Густота населення становила 57 осіб/км². Було 103 помешкання (15/км²).
Расовий склад населення:
| - 91,5 % — корінних американців - 4,6 % — білих - 0,5 % — чорних або афроамериканців |

До двох чи більше рас належало 2,8 %. Іспаномовні складали 0,5 % від усіх жителів.
За віковим діапазоном населення розподілялося таким чином: 42,5 % — особи молодші 18 років, 53,6 % — особи у віці 18—64 років, 3,9 % — особи у віці 65 років та старші. Медіана віку мешканця становила 20,8 року. На 100 осіб жіночої статі у місті припадало 107,5 чоловіків; на 100 жінок у віці від 18 років та старших — 106,5 чоловіків також старших 18 років.
Середній дохід на одне домашнє господарство становив 36 543 долари США (медіана — 32 344), а середній дохід на одну сім'ю — 31 236 доларів (медіана — 28 750). Медіана доходів становила 40 000 доларів для чоловіків та 28 750 доларів для жінок. За межею бідності перебувало 57,6 % осіб, у тому числі 63,5 % дітей у віці до 18 років та 12,5 % осіб у віці 65 років та старших.
Цивільне працевлаштоване населення становило 105 осіб. Основні галузі зайнятості: освіта, охорона здоров'я та соціальна допомога — 40,0 %, публічна адміністрація — 25,7 %, роздрібна торгівля — 8,6 %, мистецтво, розваги та відпочинок — 7,6 %.

### Перепис 2000
За даними переписом 2000 року населення статистично відокремленої місцевості складало 276 осіб. Расовий склад: корінні американці — 90,59 %; білі — 7,97 %; представники двох і більше рас — 1,45 %. Частка осіб у віці молодше 18 років — 45,3 %; осіб старше 65 років — 3,6 %. Середній вік населення — 20 років. На кожні 100 жінок припадає 101,5 чоловіків; на кожні 100 жінок у віці старше 18 років — 118,8 чоловіків.
З 68 домашніх господарств в 52,9 % — виховували дітей віком до 18 років, 30,9 % представляли собою подружні пари, які спільно проживають, 25,0 % — жінки без чоловіків, 20,6 % не мали родини. 14,7 % від загальної кількості господарств на момент перепису жили самостійно, при цьому 0 % склали самотні літні люди у віці 65 років та старше. В середньому домашнє господарство ведуть 4,06 осіб, а середній розмір родини — 4,35 осіб.
Середній дохід на спільне господарство — $21 875; середній дохід на сім'ю — $16 786.